# Lecture publique
Cet article concerne l'acte de la lecture publique. Pour la politique culturelle de la lecture publique, voir Lecture publique (politique culturelle).
Pour un article plus général, voir Lecture à voix haute.
Ne doit pas être confondu avec Lecture performée.

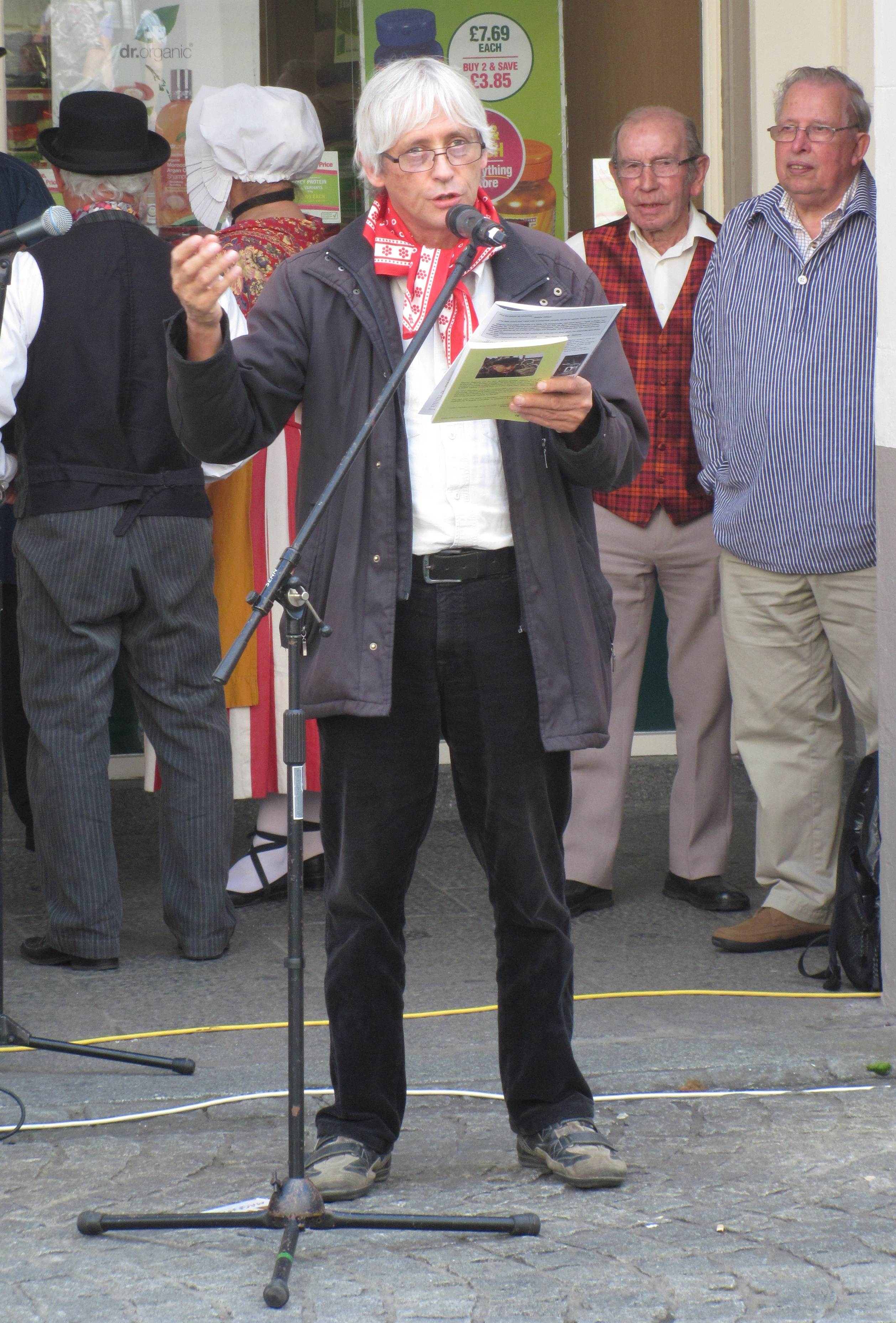
Lecture publique lors de la Fête des Rouaisouns en 2012.

La lecture publique est le fait de lire un texte en public. Le terme de lecture publique peut revêtir plusieurs sens, par exemple celui d'effectuer une lecture à voix haute ou une lecture performée ou lecture-performance devant un public. Le terme de lecture publique est notamment utilisé comme terme générique pour désigner un ensemble de pratiques artistiques alliant ou non la performance et d'autres disciplines, s'organisant en différents courants s’influençant mutuellement, et pouvant inclure entre autres :
- la lecture à voix haute comme lors du festival de la lecture à voix haute du pays de Caux ;
- la déclamation, l’art vocal de l’acteur, consistant à articuler les phrases entre parole et chant ;
- l'improvisation poétique, accompagnée ou non d'un support musical ;
- les joutes oratoires, des spectacles rituels et improvisés par des jouteurs s'invectivant en vers se retrouvant autant dans le sud de la France qu'au Portugal, ou en Kabylie ;
- le Spoken word, une forme de lecture parlée née aux États-Unis ;
- la Dub poetry, un courant poétique provenant de la communauté jamaïcaine ;
- la lecture performée ou lecture-performance, une lecture publique de textes poétiques ou littéraires effectuée le plus souvent par son auteur dans un esprit qui s'apparente à celui de la performance et qui peut convoquer tous les arts et techniques du théâtre et de la scène où la poésie et la littérature sont cependant toujours au premier plan ;
- le slam, un art oratoire dont un pratiquant parmi les plus connus en France est Grand Corps Malade,

et dans une moindre mesure la poésie sonore, une discipline poétique et artistique du XXe siècle utilisant souvent des ressources purement sonores.

## Histoire
La lecture publique a également toute une histoire qui remonte à la Rome antique et au-delà.

### Rome antique
Les recitationes étaient une pratique littéraire de la Rome antique.

### Moyen Âge
Pendant le Moyen Âge, la principale forme de lecture publique était la lecture de la Vulgate dans les églises, par un professionnel de la lecture, que l'on appelle alors le lecteur.